# Спаджари, Альбер
Альбер «Берт» Спаджари (фр. Albert "Bert" Spaggiari) (14 декабря 1932 года, Ларань-Монтеглен, Франция, — 8 июня 1989 года, Пьемонт, Италия) — французский преступник итальянского происхождения, известный в основном ограблением банка Societe Generale в Ницце (Франция) в 1976 году.

## До ограбления банка
Альбер Спаджари родился 14 декабря 1932 года в Лорань-Монтеглен, Франция. Детство его прошло в Йере, где его мать работала в магазине женского нижнего белья.
Первое ограбление Спаджари совершил в возрасте 18 лет, где целью его было украсть алмаз и подарить его своей девушке. В том году его призвали в армию, где он должен был участвовать в Индокитайской войне в парашютно-десантном подразделении. Он не участвовал в битве при Дьенбьенфу из-за заключения в тюрьму за грабеж.
Во время Алжирской войны он входил в националистическую организацию СВО. Несмотря на то, что он не был активистом этой организации, Спаджари вскоре был приговорён к нескольким годам тюремного заключения. Во время заключения в тюрьме Санте Спаджари написал свою первую автобиографическую книгу Faut pas rire avec las barbares (Не нужно смеяться с варварами). В том же году поддержал на президентских выборах националиста Жана-Луи Тиксье-Виньянкура.
После заключения Спаджари стал владельцем фотостудии в Ницце. До ограбления банка жил на холмах Ойес Саваж, в Ницце.

## Ограбление банка
Соучастникам удалось узнать что хранилище банка Societe Generale находится очень близко к коллектору городской канализации. Они решили сделать 9-метровый подкоп. Для этого им пришлось для доступа к сейфам продолбить 30-ти сантиметровую железобетонную стену и специальные заградительные металлические конструкции. Для успешного проведения земляных работ они протестировали систему сигнализации банка на чувствительность к вибрациям с помощью будильника. Один из соучастников заложил в ячейку хранилища механический будильник. Ночью будильник сработал, а сигнализация — нет.
Через два месяца всё было готово. Ограбление банка Спаджари и его сообщники назначили на шумные праздничные дни по поводу взятия Бастилии. Потребовалось более 30 баллонов с пропаном чтобы разрезать металлические прутья конструкции сейфа. Всё прошло гладко. Войдя в сейф, команда грабителей заварила дверные петли сейфа, чтобы вдруг никто не проник в хранилище. Сообщники в честь праздника принесли в банк выпивку и закуску в виде сыра, колбас, фруктов и, судя по объедкам и количеству пустых бутылок, напились до опьянения. Пили из золотых и серебряных кубков найденных в одной ячейке. Общее состояние веселья было поддержано эротическими фотографиями местных знаменитостей, найденных в одном из ящиков хранилища — фотографии были аккуратно развешаны по периметру интерьера. Было ограблено всего лишь 10% банковских ячеек. Полицейским грабители оставили надпись на бумаге: «Sans armes, ni haine, ni violence» («Без оружия, без ненависти, без жестокости»). В состоянии алкогольного опьянения они покинули здание банка, попутно прихватив 50 миллионов франков (30 миллионов евро в современном пересчете).

## Арест и побег
Сначала французская полиция была сбита с толку. Однако к концу октября им удалось арестовать одного из сообщников, благодаря информации от его бывшей девушки. После долгого допроса сообщник сдал свою компанию, включая Спаджари. Спаджари арестовали в аэропорту Ниццы, куда он вернулся из поездки на Ближний Восток.
Адвокатом Спаджари стал Жак Пейрат, ветеран Французского легиона, который был одним из создателей Национального фронта и будущий мэр Ниццы. На допросах Спаджари отрицал своё участие в ограблении банка, но вскоре признался и утверждал, что работает на секретную организацию Calena, которой вообще не существовало.
Во время слушания, Спаджари разработал план побега. Альбер дал судье бумажку якобы с доказательством своей невиновности и, пока судейская коллегия размышляла над написанным, просто выпрыгнул из окна на крышу стоявшего внизу автомобиля и скрылся на заранее подготовленном сообщниками мотоцикле. Некоторые отчеты утверждают, что владелец автомобиля получил по почте чек на сумму 5000 франков за повреждение крыши автомобиля.
После этого побега некоторые специалисты стали утверждать о помощи в побеге Спаджари его политических друзей, в частности бывших бойцов СВО, близких к мэру Ниццы. Обвинения вынудили мэра Ниццы Жака Медесина выйти из второго раунда голосования в выборах 1977 года.
В 1995 году Жак Пейрат обвинил Кристина Эстрози (бывшего министра и чемпиона по мотокроссу), что он якобы был водителем мотоцикла сбежавшего Спаджари. Вскоре Эстрози доказал, что в тот день он был в Дейтона-Биче.

## После побега
Спаджари был заочно приговорён к пожизненному заключению. По сообщениям некоторых СМИ, после побега Спаджари перенёс пластическую операцию и провёл большую часть жизни в Аргентине. Однако некоторые СМИ сообщали, что он несколько раз тайно приезжал во Францию, чтобы посетить свою мать или жену.
Согласно документам ЦРУ, рассекреченным в 2000 году, международный агент УНР Майкл Тоунли был в контакте со Спаджари. Информация, содержащаяся в документе, предполагает, что Спаджари (кодовое имя Даниель) участвовал в операциях УНР.
Спаджари, как официально сообщала итальянская полиция, умер при «таинственных обстоятельствах». Пресса сообщила, что тело Спаджари было найдено его матерью перед её домом 10 июня 1989 года, будучи принесенным во Францию неизвестными друзьями. Однако позже было установлено, что его жена Эмилия была с ним, когда он умер от рака горла 8 июня 1989 года в загородном доме в Беллуно (Италия). Она везла труп от Италии до Йера, солгав полиции, что везет мясо.

## Сочинения
- Faut pas rire avec les barbares («Не нужно смеяться с варварами») (1977)
- Les égouts du paradis («Водостоки рая») (1978)
- Le journal d’une truffe («Газета трюфелья») (1983)

## В популярной культуре
Французские писатели Рене Луи Морис и Жан-Клод Симоен написали книгу Cinq Milliards au bout de l'égout («Пять миллиардов в конце водостока») (1977) об ограблении банка Спаджари в Ницце. Их работа была переведена с французского на английский в 1978 году британским писателем Кеном Фоллеттом под названием The Heist of the Century («Ограбление Века»), оно было также издано под названием The Gentleman of 16 July («Джентльмен 16 июля») и Under the Streets of Nice («Под улицами Ниццы»). Фоллетт был оскорблён, когда некоторые издатели издавали его как новую книгу Кена Фоллетта, в то время как это был фактически дословный перевод.
Экранизации ограбления банка в Ницце:
- Фильм Жозе Джованни «Водостоки рая[фр.]» (Франция, 1979).
- Фильм Фрэнсиса Мегахи «Большое ограбление банка Ривьеры[англ.]» (Великобритания, 1979).
- Фильм Жана-Поля Рува «Без оружия, без ненависти, без жестокости[фр.]» (Франция, 2008).
- В канадском телесериале «Тайные лидеры[англ.]» показан эпизод, названный «Работа Ривьеры», воспроизводящий историю грабежа.
- В чешской кинокомедии «Деньги делают человека[чеш.]» содержится ссылка на грабёж, где есть предположение, что один из знаков участвовал в нём.